# Мустафаев, Нураддин Элязович
Нураддин Элязович Мустафаев (18 октября 1942, Гарайман, Басаркечарский район) — азербайджано-советский государственный деятель, первый секретарь Нахичеванского обкома (1983—1988) и Шекинского горкома (1980—1983) Коммунистической партии Азербайджана.

## Биография
Нурадин Элязович Мустафаев родился в 1942 году в селе Гарайман Басаркечарского района Армянской ССР. Переехал в Кировабад вместе с семьей во время депортации азербайджанцев из Армении в 1947—1950 годах. В 1960 году он окончил среднюю школу в Кировабаде с золотой медалью.
После окончания Московской сельскохозяйственной академии в 1969 году он начал работать на Государственной селекционной станции, затем работал зоотехником в Главном управлении Министерства сельского хозяйства Азербайджанской ССР, а с 1971 года работал зоотехником, старшим зоотехником и заведующим отделом Главного управления животноводства.
Был переведен на должность референта в аппарат Совета министров Азербайджанской ССР, с 1974 года — инструктор отдела сельского хозяйства ЦК Компартии Азербайджана, с 1980 года работал инспектором Отдела организационно-партийных дел ЦК Компартии Азербайджана, затем первым секретарем Шекинского горкома Компартии Азербайджана, а в 1983—1988 годах — первым секретарем Нахичеванского обкома Компартии Азербайджана. В 1989—1993 годах был директором мукомольного завода имени Гаджи Зейналабдина Тагиева.
Позже он возглавил общество «Агридаг».
Нураддин Мустафаев был избран депутатом Верховного Совета Азербайджанской ССР 10-го созыва и Верховного Совета СССР 11-го созыва.
Делегат XXVII съезда КПСС и XIX конференции КПСС.

## Награды
- Орден Трудового Красного Знамени (23.02.1981)
- Орден Дружбы народов (17.07.1986)
- Медали